# مايكل جويس (تنس)
مايكل جويس (بالإنجليزية: Michael Joyce)‏ مواليد 1 فبراير 1973 في سانتا مونيكا، هو لاعب كرة مضرب أمريكي سابق بدأ مسيرته كمحترف سنة 1991 وكان يلعب باليد اليمنى، اعتزل اللعب في 2003. أعلى تصنيف له في الفردي كان المركز الـ 64 في سنة 1996.

## روابط خارجية
- مايكل جويس على موقع رابطة محترفي التنس (الإنجليزية)
- مايكل جويس على موقع الاتحاد الدولي لكرة المضرب (الإنجليزية)
- مايكل جويس على موقع خلاصة التنس.كوم (الإنجليزية)